# Testa reversibile con cesto di frutta
Testa reversibile con cesto di frutta è un dipinto ad olio su tavola di Giuseppe Arcimboldo del 1590 circa. Si tratta di una natura morta con frutta, reversibile in figura antropomorfa. L'opera è conservata presso la galleria French & Company di New York. 

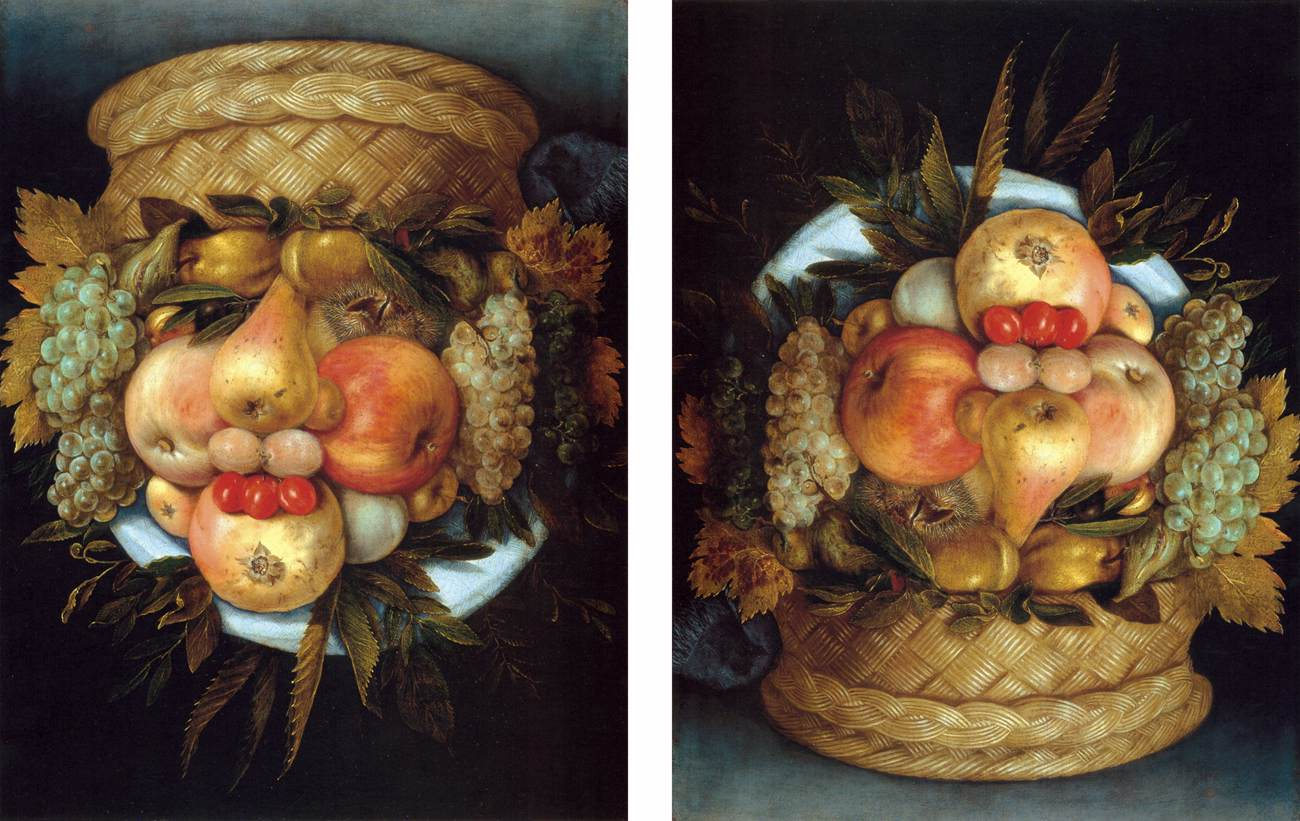
Il quadro diritto e rovescio (al momento della sua prima presentazione).

Il quadro mostra una figura umana per pareidolia (perché si tratta sempre di una miscela di frutta e di un cesto).